# Rock Creek (Oregon, Gilliam megye)
Rock Creek az Amerikai Egyesült Államok északnyugati részén, Oregon állam Gilliam megyéjében, a Rock Creek Lane mentén elhelyezkedő önkormányzat nélküli település.
Az 1872. június 3-a és 1874. március 11-e között működő posta első vezetője Alexander Smith volt.

## Fordítás
- Ez a szócikk részben vagy egészben  a   Rock Creek, Gilliam County, Oregon című angol Wikipédia-szócikk ezen változatának fordításán alapul.  Az eredeti cikk szerkesztőit annak laptörténete sorolja fel. Ez a jelzés csupán a megfogalmazás eredetét és a szerzői jogokat jelzi, nem szolgál a cikkben szereplő információk forrásmegjelöléseként.